# فيسينت غارسيا دي ماتيوس
فيسينت غارسيا دي ماتيوس (بالإسبانية: Vicente García de Mateos)‏ (و. 1988 – م) هو راكب دراجة هوائية، من إسبانيا، ولد في مانزاناريس، سيوداد ريال.

## سباقات أو مراحل فاز بها
| التاريخ        | السباق                                                  | المركز                                                                 |
| -------------- | ------------------------------------------------------- | ---------------------------------------------------------------------- |
| 12 سبتمبر 2010 | تور دي أفينير 2010                                      | الخامس في تصنيف النقاط                                                 |
| 28 يونيو 2015  | Spanish National Cycling Road Championship 2015         | السادس في التصنيف العام                                                |
| 13 مارس 2016   | جي بي ليبرتي سيغوروس 2016                               |                                                                        |
| 25 يونيو 2016  | سباق الطريق للرجال في بطولة إسبانيا لسباق الدراجات 2016 | السادس في التصنيف العام                                                |
| 07 أغسطس 2016  | فولتا البرتغال 2016                                     | الرابع في تصنيف النقاط، الثامن في التصنيف العام                        |
| 26 يناير 2017  | تروفيو بوريرز-فيلانيتكس-سيس سالينس-كامبوس 2017          | العاشر في التصنيف العام                                                |
| 27 يناير 2017  | تروفيو سيرا دي ترامونتانا 2017                          | الثالث في التصنيف العام                                                |
| 28 يناير 2017  | تروفيو أندراتكس-ميرادور ديس كولومر 2017                 | العاشر في التصنيف العام                                                |
| 05 مارس 2017   | كلاسيكا دا أرابيدا 2017                                 | الرابع في التصنيف العام                                                |
| 12 مارس 2017   | كلاسيكا ألدياس دو زيستو 2017                            | الفائز في التصنيف العام                                                |
| 15 أغسطس 2017  | فولتا البرتغال 2017                                     | الأول في تصنيف النقاط، الثاني في التصنيف العام، الثامن في تصنيف الجبال |
| 12 أغسطس 2018  | فولتا البرتغال 2018                                     | الأول في تصنيف النقاط، الثاني في التصنيف العام، الرابع في تصنيف الجبال |

## روابط خارجية
- فيسينت غارسيا دي ماتيوس على موقع الاتحاد الدولي للدراجات (الإنجليزية)
- فيسينت غارسيا دي ماتيوس على موقع أرشيف الدراجات (الإنجليزية)
- فيسينت غارسيا دي ماتيوس على موقع إحصائيات الدراجات الإحترافية (الإنجليزية)
- فيسينت غارسيا دي ماتيوس على موقع نسبة الدراجات (الإنجليزية)